# Alberto Luca Recchi
Alberto Luca Recchi (Roma, 15 novembre 1955) è un esploratore, scrittore, fotografo documentarista del mare italiano.

## Biografia
Laureato in Giurisprudenza, ha lavorato nel mondo della finanza per poi dedicarsi prima alle esplorazioni e alle immersioni sott'acqua, poi alla fotografia.  
Due romanzi sono stati ispirati dalla sua vita: “Il Quoziente Umano” di Simone Perotti, Mondadori, e “Le Voci Segrete del Mare” di Mari Caporale, Garzanti. 

### Attività di esplorazione del mare
Nella sua attività di esploratore del mare ha partecipato a diverse spedizioni per studiare gli squali e le balene.
Nel 1996, in Australia, ha ripreso insieme a Ron e Valerie Taylor il collaudo sullo squalo bianco del POD, un allora innovativo dispositivo antisqualo. Due anni più tardi ha ideato e guidato la prima spedizione al mondo per incontrare in acqua e documentare le balene del Mediterraneo.
E nel 1999 ha organizzato la prima spedizione al mondo per cercare gli squali nel Mediterraneo.

### Attività di fotografia
La sua attività di esploratore corre di pari passo con il suo lavoro di fotografo subacqueo. I suoi scatti sono apparsi su riviste italiane e straniere, conquistando premi e riconoscimenti, anche internazionali. Dal 1991 è autore di un calendario (il primo del suo genere) chiamato A tu per tu con 12 click sott'acqua, dal quale è nata una collezione di poster. Per il National Geographic ha realizzato, nel 2002, un libro fotografico dal titolo Requins, insieme a Piero e Alberto Angela. 
È il direttore artistico del calendario 2021 della Guardia Costiera.

### Attività di divulgazione scientifica
Da trent’anni collabora con Piero Angela e con Alberto Angela, con i quali ha pubblicato libri editi anche negli Stati Uniti, Germania e Francia. Con Piero Angela, dal 2019, ha portato nei grandi teatri italiani lo spettacolo I segreti del mare, storie di scienza e di avventure vissute.
Nel 2001 ha ideato e prodotto la mostra Squali, che ha richiamato oltre 300.000 visitatori a Roma (Palazzo delle Esposizioni), Milano (Palazzo Reale) e Napoli (Reale Albergo dei Poveri). La mostra ospitava anche una grande vasca con tre squali toro.
Ha scritto e interpretato “Squali – Una Storia Vera e Sogno”, spettacolo teatrale che ha debuttato a Roma, al Teatro Sistina, nel 2005 e chiuso la tournée al Teatro Nuovo di Milano.
Come giornalista, ha collaborato con riviste italiane e straniere tra le quali Airone, l’Espresso, Panorama, National Geographic, Sette e Il Venerdì di Repubblica. È stato ospite nei principali telegiornali nazionali, contenitori TV quali Quark e Superquark, Porta a Porta, Ulisse - Il piacere della scoperta, Passaggio a Nord Ovest, L'aria che tira e vari contenitori radiofonici. Per alcuni anni ha curato per Panorama una rubrica sulle creature del mare dal titolo Blu.

## Riconoscimenti
- 1995 - Premio Europeo per l’Ambiente.

- 2018-2019 - Giurato e Presidente della sezione narrativa del Premio Letterario Costa Smeralda.[3]

- 2021 - Tridente d’Oro, il cosiddetto Oscar del Mare, in due categorie - “Esplorazione” e “Divulgazione”.[4]

- È stato membro del comitato etico dell'Università Unicamillus.[5]

- È membro dell'American Elasmobranch Society.

## Opere

### Pubblicazioni
- Dentro il Mediterraneo, Mondadori, 1995
- Squali, Mondadori, 1997
- Mostri marini, Mondadori, 2001
- Il mio squalo, Mondadori, 2001
- Lo squalo: mito e realtà, 2001, Mondadori
- Squali, 2001, Mondadori
- Alla scoperta degli squali, 2005, Ral Gruppo
- I giganti del Mediterraneo, 2019
- Calendario 2021 sul Mediterraneo della Guardia Costiera

### CD-ROM
- Il meraviglioso mondo del mare, 1997, Mondadori Newmedia[6]
- Squali: un mistero da scoprire, 1998, Mondadori Newmedia[6]
- Squali: predatori da scoprire, 1997, RAL[6]

### Podcast
- Un mare di storie, Dopcast, 2021